# Llista d'emperadors del Japó
Tot seguit hi ha una llista dels emperadors del Japó. Les dades dels 28 primers emperadors, especialment els 16 primers, estan basades en la tradició. Pot resultar inversemblant pensar que el Japó actual va ser fundat en el 600 aC; vegeu també el Període Yamato, Himiko.
| #                  | Regnat                    | Nom de Regnat   | Nom Personal                                                        | Notes |
| Període Yayoi      | Període Yayoi             | Període Yayoi   | Període Yayoi                                                       | Període Yayoi |
| ------------------ | ------------------------- | --------------- | ------------------------------------------------------------------- | --- |
| 1                  | Del 660 aC fins al 585 aC | Jinmu           | Kamuyamato Iwarebiko                                                | segons la tradició suposat descendent d'Amateratsu |
| 2                  | Del 581 aC fins al 549 aC | Suizei          | Kamisama Gawa Mimino no Mikoto                                      | llegendari |
| 3                  | Del 549 aC fins al 511 aC | Annei           | Sikitsuhiko Tama Demino no Mikoto                                   | llegendari |
| 4                  | Del 510 aC fins al 476 aC | Itoku           | Oho Yamatohiko Suki Tomonau no Mikoto                               | llegendari |
| 5                  | Del 475 aC fins al 393 aC | Kōshō           | Mina Tsuhiko Kaesineno no Mikoto                                    | llegendari |
| 6                  | Del 392 aC fins al 291 aC | Kōan            | Oho Yamato Tarasihiko Kuniosi Hito no Mikoto                        | llegendari |
| 7                  | Del 290 aC fins al 215 aC | Kōrei           | Oho Yamato Nekohiko Futoni no Mikoto                                | llegendari |
| 8                  | Del 214 aC fins al 158 aC | Kōgen           | Oho Yamato Nekohiko Kuni Kurono no Mikoto                           | llegendari |
| 9                  | Del 157 aC fins al 98 aC  | Kaika           | Oho Wakai Yamato Nekohiko Oho Bibino no Mikoto                      | llegendari |
| 10                 | Del 97 aC fins al 30 aC   | Sujin           | Mimaki Irihiko Isatsi no Mikoto                                     | llegendari |
| 11                 | Del 29 aC fins al 70      | Suinin          | Ikume Irihiko Isatsi no Mikoto                                      | llegendari |
| 12                 | Del 71 fins al 130        | Keikō           | Oho Tarasihiko Osiwake no Mikoto                                    | llegendari |
| 13                 | Del 131 fins al 191       | Seimu           | Wakai Tarsihiko                                                     | llegendari |
| 14                 | Del 192 fins al 200       | Chūai           | Tarasi Nakatsuhiko no Mikoto                                        | llegendari |
|                    | Des del 200 fins al 209   | interregne      | interregne                                                          | interregne |
|                    | Des del 209 fins al 269   | Jingū Kōgō      | Jingū Kōgō                                                          | mite |
| 15                 | Des del 270 fins al 310   | Ōjin            | Fondano Miko no Mikoto / Otomowake no Mikoto / Humudawake no Mikoto | primer emperador històric |
| 16                 | Des del 313 fins al 399   | Nintoku         | Oho Sazaki no Mikoto                                                | dates inexactes |
| Període Yamato     | Període Yamato            | Període Yamato  | Període Yamato                                                      | Període arqueològic Kofun |
| 17                 | Des del 400 fins al 405   | Richū           | Isavo Wake no Mikoto                                                | dates inexactes |
| 18                 | Des del 406 fins al 410   | Hanzei          | Misu wa Wake no Mikoto                                              | dates inexactes |
| 19                 | Des del 411 fins al 453   | Ingyō           | Wo Atsumano Wakako no Sukune                                        | dates inexactes |
| 20                 | Des del 453 fins al 456   | Ankō            | Anahono no Mikoto                                                   | dates inexactes |
| 21                 | Des del 456 fins al 479   | Yūryaku         | Oho Hatsuneno no Mikoto                                             | dates inexactes |
| 22                 | Des del 480 fins al 484   | Seinei          | Siraga Takehiro Kuni Osi Wakai Yamato Neko no Mikoto                | dates inexactes |
| 23                 | Des del 485 fins al 487   | Kenzō           | Ohoke no Mikoto                                                     | dates inexactes |
| 24                 | Des del 488 fins al 498   | Ninken          | Oho Ai Azana Simano Irakko                                          | dates inexactes |
| 25                 | Des del 498 fins al 506   | Buretsu         | Wo Fatsuse Wakai Sazaki                                             | dates inexactes |
| 26                 | Des del 507 fins al 531   | Keitai          | Wo Ofu Atonohiko Fudo no Mikoto                                     | possible fundador de la nova dinastia |
| 27                 | Des del 531 fins al 536   | Ankan           | Hirokuni Oshitake Kanahi no Mikoto                                  | dates inexactes |
| 28                 | Des del 536 fins al 549   | Senka           | Takehi Hirokuni Oshitake no Mikoto                                  | dates inexactes |
| Període Asuka      |                           |                 |                                                                     | |
| 29                 | Des del 539 fins al 571   | Kimmei          | Amekuni Oshiharaki Hironiwa no Mikoto                               | |
| 30                 | Des del 572 fins al 585   | Bidatsu         | Numakura Futotamshiki no Mikoto                                     | |
| 31                 | Des del 585 fins al 587   | Yōmei           | Tachibana no Toyohi no Mikoto                                       | |
| 32                 | Des del 587 fins al 592   | Sushun          | Hatsusebe no Mikoto                                                 | |
| 33                 | Des del 593 fins al 628   | Suiko           | Toyomike Kashikiya                                                  | Primera dona emperatriu |
| 34                 | Des del 629 fins al 641   | Jomei           | Tamura                                                              | |
| 35                 | Des del 642 fins al 645   | Kōgyoku         | Takara                                                              | regne en parella |
| 36                 | Des del 645 fins al 654   | Kōtoku          | Karu                                                                | |
| 37                 | Des del 655 fins al 661   | Saimei          |                                                                     | Segon regnat de l'emperadriu Kōgyoku |
| 38                 | Des del 661 fins al 672   | Tenji           | Ame Hiraki Wake no Mikato                                           | |
| 39                 | Durant el 672             | Kōbun           | Otomo                                                               | |
| 40                 | Des del 672 fins al 686   | Tenmu           | Ōama                                                                | |
| 41                 | Des del 686 fins al 697   | Jitō            | Take Ama Vara Hiro no Hime                                          | |
| 42                 | Des del 697 fins al 707   | Mommu           | Amanomo Mune Toyo                                                   | |
| 43                 | Des del 707 fins al 715   | Gemmei          | Yamato Neko Amatsu Mi Siro Toyo Kuni Nari Hime                      | |
| Període Nara       |                           |                 |                                                                     | |
| 44                 | Des del 715 fins al 724   | Genshō          | Hidaka                                                              | |
| 45                 | Des del 724 fins al 749   | Shōmu           | Ame Sirusi Kuni Osi Hiraki Toyo Sakura Hiko                         | |
| 46                 | Des del 749 fins al 758   | Kōken           | Takano?                                                             | regnat en parella |
| 47                 | Des del 758 fins al 764   | Junnin          | Oho Ino Ohokimi                                                     | |
| 48                 | Des del 764 fins al 770   | Shōtoku         |                                                                     | segon regnat de l'emperadriu Kōken |
| 49                 | Des del 770 fins al 781   | Kōnin           | Shira Kabena Ohokimi                                                | |
| Període Heian      |                           |                 |                                                                     | |
| 50                 | Des del 781 fins al 806   | Kammu           | Yamato Neko Suberagi Takarateru no Mikoto                           | |
| 51                 | Des del 806 fins al 809   | Heizei          | Yamato Neko Amahiraki Kuni Takahiko                                 | |
| 52                 | Des del 809 fins al 823   | Saga            | Kami no Sinwo                                                       | |
| 53                 | Des del 823 fins al 833   | Junna           | Ohodomo no Sinwo                                                    | |
| 54                 | Des del 833 fins al 850   | Nimmyō          | Masara                                                              | |
| 55                 | Des del 850 fins al 858   | Montoku         | Mitsi Yasu Sin wo                                                   | |
| 56                 | Des del 858 fins al 876   | Seiwa           | Korehito                                                            | |
| 57                 | Des del 876 fins al 884   | Yōzei           | Sadaaki                                                             | |
| 58                 | Des del 884 fins al 887   | Kōkō            | Tokiyasu                                                            | |
| 59                 | Des del 887 fins al 897   | Uda             | Sadayoshi                                                           | |
| 60                 | Des del 897 fins al 930   | Daigo           | Atsuhito                                                            | |
| 61                 | Des del 930 fins al 946   | Suzaku          | Hiroakira                                                           | |
| 62                 | Des del 946 fins al 967   | Murakami        | Nariakira                                                           | |
| 63                 | Des del 967 fins al 969   | Reizei          | Norihira                                                            | |
| 64                 | Des del 969 fins al 984   | En'yū           | Morihira                                                            | |
| 65                 | Des del 984 fins al 986   | Kazan           | Morosada                                                            | |
| 66                 | Des del 986 fins al 1011  | Ichijō          | Kanehito                                                            | |
| 67                 | Des del 1011 fins al 1016 | Sanjō           | Suesada                                                             | |
| 68                 | Des del 1016 fins al 1036 | Go-Ichijō       | Atsunari                                                            | |
| 69                 | Des del 1036 fins al 1045 | Go-Suzaku       | Atsuyoshi                                                           | |
| 70                 | Des del 1045 fins al 1068 | Go-Reizei       | Chikahito                                                           | |
| 71                 | Des del 1068 fins al 1073 | Go-Sanjō        | Takahito                                                            | |
| 72                 | Des del 1073 fins al 1087 | Shirakawa       | Sadahito                                                            | |
| 73                 | Des del 1087 fins al 1107 | Horikawa        | Yoshihito                                                           | |
| 74                 | Des del 1107 fins al 1123 | Toba            | Munehito                                                            | |
| 75                 | Des del 1123 fins al 1142 | Sutoku          | Akihito                                                             | |
| 76                 | Des del 1142 fins al 1155 | Konoe           | Toshito                                                             | |
| 77                 | Des del 1155 fins al 1158 | Go-Shirakawa    | Masahito                                                            | |
| 78                 | Des del 1158 fins al 1165 | Nijō            | Morihito                                                            | |
| 79                 | Des del 1165 fins al 1168 | Rokujō          | Toshihito                                                           | |
| 80                 | Des del 1168 fins al 1180 | Takakura        | Norihito                                                            | |
| 81                 | Des del 1180 fins al 1185 | Antoku          | Kotohito                                                            | |
| 82                 | Des del 1183 fins al 1198 | Go-Toba         | Takanari                                                            | |
| Període Kamakura   |                           |                 |                                                                     | |
| 83                 | Des del 1198 fins al 1210 | Tsuchimikado    | Tamehito                                                            | |
| 84                 | Des del 1210 fins al 1221 | Juntoku         | Morinari                                                            | |
| 85                 | Des del 1221              | Chūkyō          | Kanenari                                                            | |
| 86                 | Des del 1221 fins al 1232 | Go-Horikawa     | Toyohito                                                            | |
| 87                 | Des del 1232 fins al 1242 | Shijō           | Hidehito                                                            | |
| 88                 | Des del 1242 fins al 1246 | Go-Saga         | Kunihito                                                            | |
| 89                 | Des del 1246 fins al 1260 | Go-Fukakusa     | Hisahito                                                            | |
| 90                 | Des del 1260 fins al 1274 | Kameyama        | Tsunehito                                                           | |
| 91                 | Des del 1274 fins al 1287 | Go-Uda          | Yorihito                                                            | |
| 92                 | Des del 1287 fins al 1298 | Fushimi-Tennō   | Hirohito                                                            | |
| 93                 | Des del 1298 fins al 1301 | Go-Fushimi      | Tanehito                                                            | |
| 94                 | Des del 1301 fins al 1308 | Go-Nijō         | Kuniharu                                                            | |
| 95                 | Des del 1308 fins al 1318 | Hanazono        | Tomihito                                                            | |
| 96                 | Des del 1318 fins al 1339 | Go-Daigo        | Takeharu                                                            | Deposat pel shogun, 1332; Cort meridional del 1336 al 1339                                                                                                  |
| Cort Septentrional |                           |                 |                                                                     | |
|                    | Des del 1331 fins al 1333 | Kōgon           | Kazuhito                                                            | |
|                    | Des del 1336 fins al 1348 | Kōmyō           | Yutahito                                                            | |
|                    | Des del 1348 fins al 1351 | Sukō            | Okihito                                                             | |
|                    | Des del 1351 fins al 1352 | interregne      | interregne                                                          | |
|                    | Des del 1352 fins al 1371 | Go-Kōgon        | Iyahito                                                             | |
|                    | Des del 1371 fins al 1382 | Go-En'yū        | Ohito                                                               | |
|                    | Des del 1382 fins al 1392 | Go-Komatsu      |                                                                     | Reunificació de les corts el 1392 |
| Període Muromachi  |                           |                 |                                                                     | |
| 97                 | Des del 1339 fins al 1368 | Go-Murakami     | Noriyoshi                                                           | Cort Septentrional |
| 98                 | Des del 1368 fins al 1383 | Chōkei          | Yutanari                                                            | Cort Meridional |
| 99                 | Des del 1383 fins al 1392 | Go-Kameyama     | Hironari                                                            | Cort Meridional |
| 100                | Des del 1392 fins al 1412 | Go-Komatsu      | Motohito                                                            | |
| 101                | Des del 1412 fins al 1428 | Shōkō           | Mihito                                                              | |
| 102                | Des del 1428 fins al 1464 | Go-Hanazono     | Hikohito                                                            | |
| 103                | Des del 1464 fins al 1500 | Go-Tsuchimikado | Narihito                                                            | |
| 104                | Des del 1500 fins al 1526 | Go-Kashiwabara  | Katsuhito                                                           | |
| 105                | Des del 1526 fins al 1557 | Go-Nara         | Tomohito                                                            | |
| 106                | Des del 1557 fins al 1586 | Ōgimachi        | Michihito                                                           | |
| 107                | Des del 1586 fins al 1611 | Go-Yōzei        | Katahito                                                            | |
| Període Edo        |                           |                 |                                                                     | |
| 108                | Des del 1611 fins al 1629 | Go-Mizunoo      | Kotohito                                                            | |
| 109                | Des del 1629 fins al 1643 | Meishō          | Okiko                                                               | |
| 110                | Des del 1643 fins al 1654 | Go-Kōmyō        | Tsuguhito                                                           | |
| 111                | Des del 1655 fins al 1663 | Go-Sai          | Yoshihito                                                           | |
| 112                | Des del 1663 fins al 1687 | Reigen          | Orihito                                                             | |
| 113                | Des del 1687 fins al 1709 | Higashiyama     | Asahito                                                             | |
| 114                | Des del 1709 fins al 1735 | Nakamikado      | Yoshihito                                                           | |
| 115                | Des del 1735 fins al 1747 | Sakuramachi     | Akihito                                                             | |
| 116                | Des del 1747 fins al 1762 | Momozono        | Toohito                                                             | |
| 117                | Des del 1762 fins al 1771 | Go-Sakuramachi  | Toshiko                                                             | |
| 118                | Des del 1771 fins al 1779 | Go-Momozono     | Hidehito                                                            | |
| 119                | Des del 1780 fins al 1817 | Kōkaku          | Tomohito                                                            | |
| 120                | Des del 1817 fins al 1846 | Ninkō           | Ayahito                                                             | |
| 121                | Des del 1846 fins al 1867 | Kōmei           | Osahito                                                             | |
| Japó Modern        |                           |                 |                                                                     | |
| 122                | Des del 1867 fins al 1912 | Meiji           | Mutsuhito                                                           | primer emperador d'una monarquia constitucional |
| 123                | Des del 1912 fins al 1926 | Taishō          | Yoshihito                                                           | |
| 124                | Des del 1926 fins al 1989 | Shōwa           | Hirohito                                                            | darrer emperador en detentar poder polític |
| 125                | Des del 1989 fins al 2019 | Heisei          | Akihito                                                             | Citat com a Tenno Heika (Sa Majestat l'Emperador) en japonès i com a Emperador Akihito en català. Després de la seva mort serà reanomenat Emperador Heisei. |
| 126                | Des del 2019              | Reiwa           | Naruhito                                                            | |

## Cronogrames

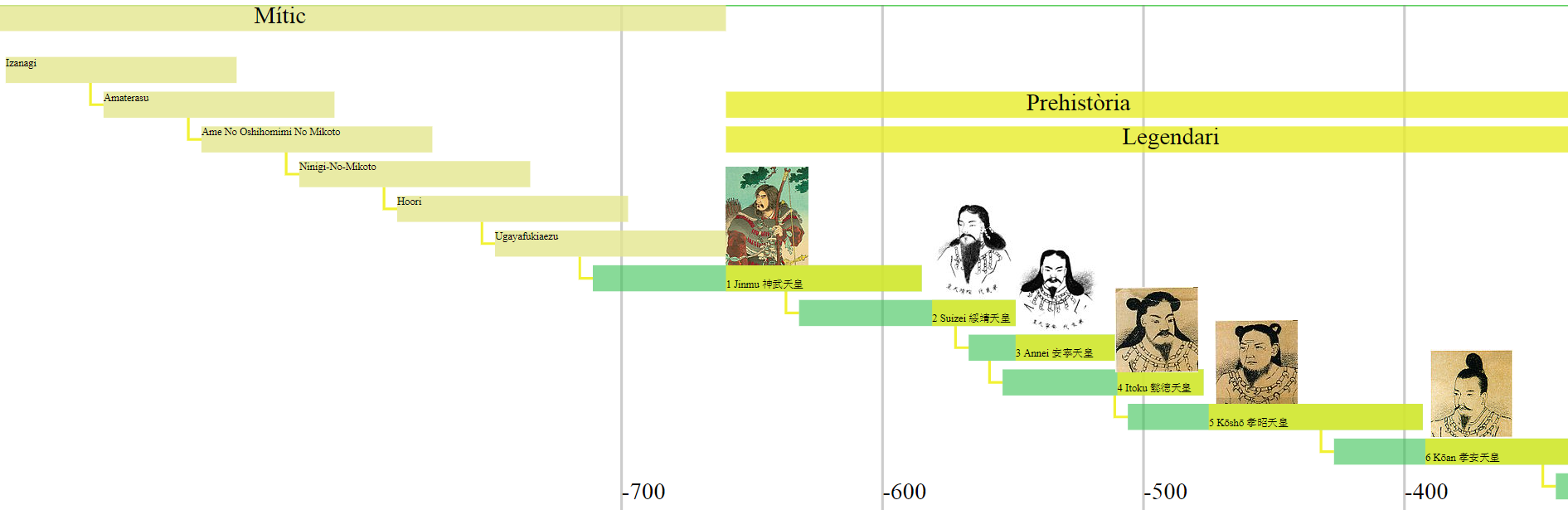
Emperadors del Japó Mític
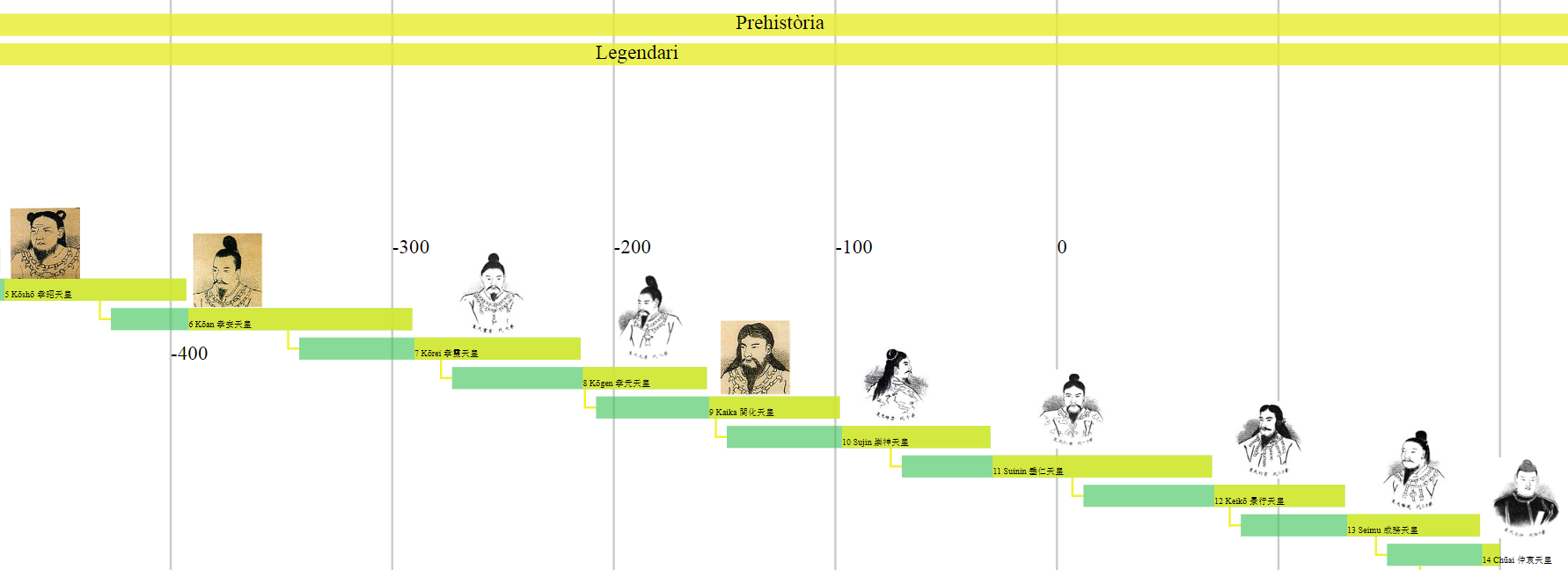
Emperadors del Japó llegendari
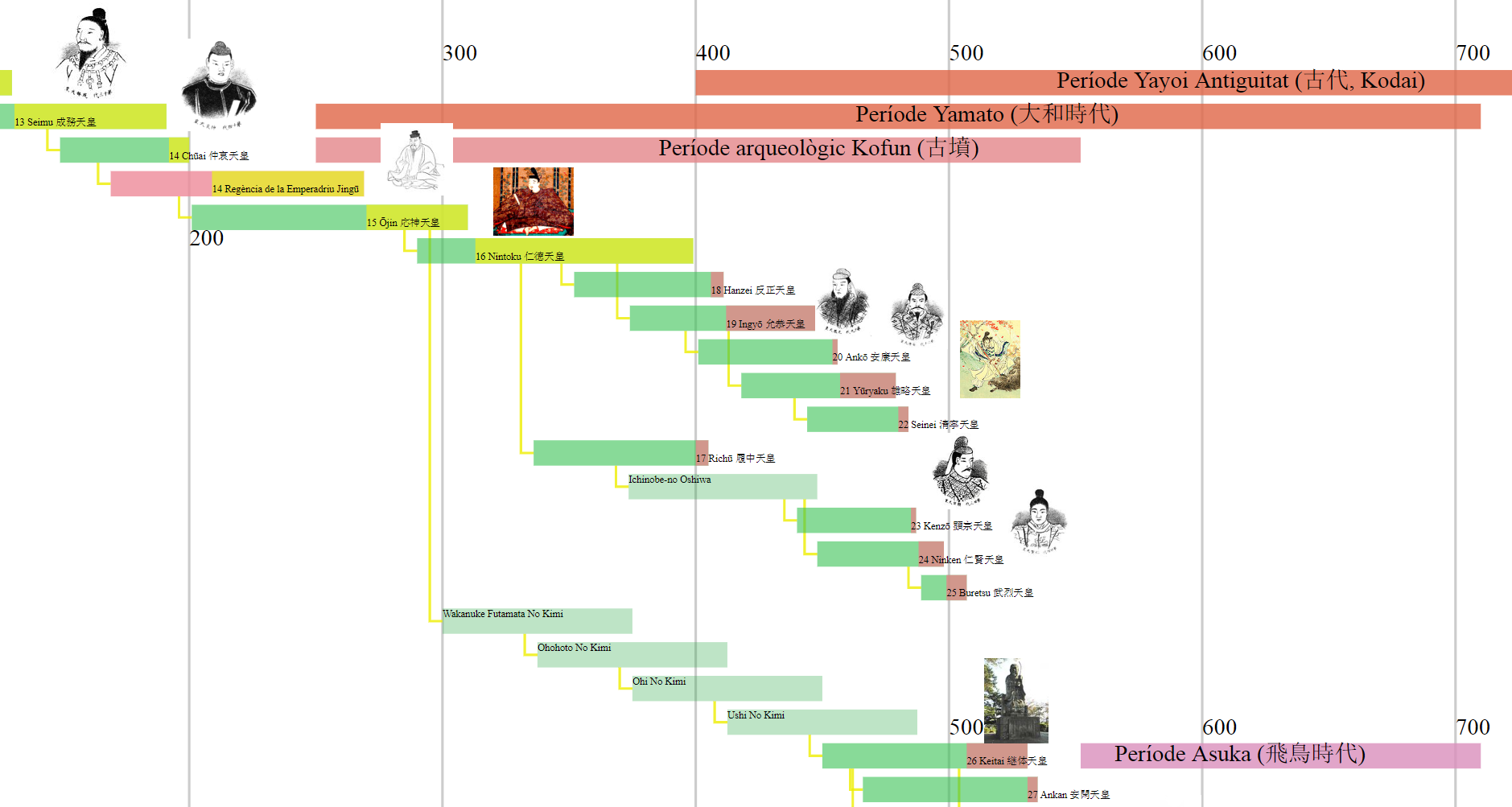
Emperadors del Japó 100-500
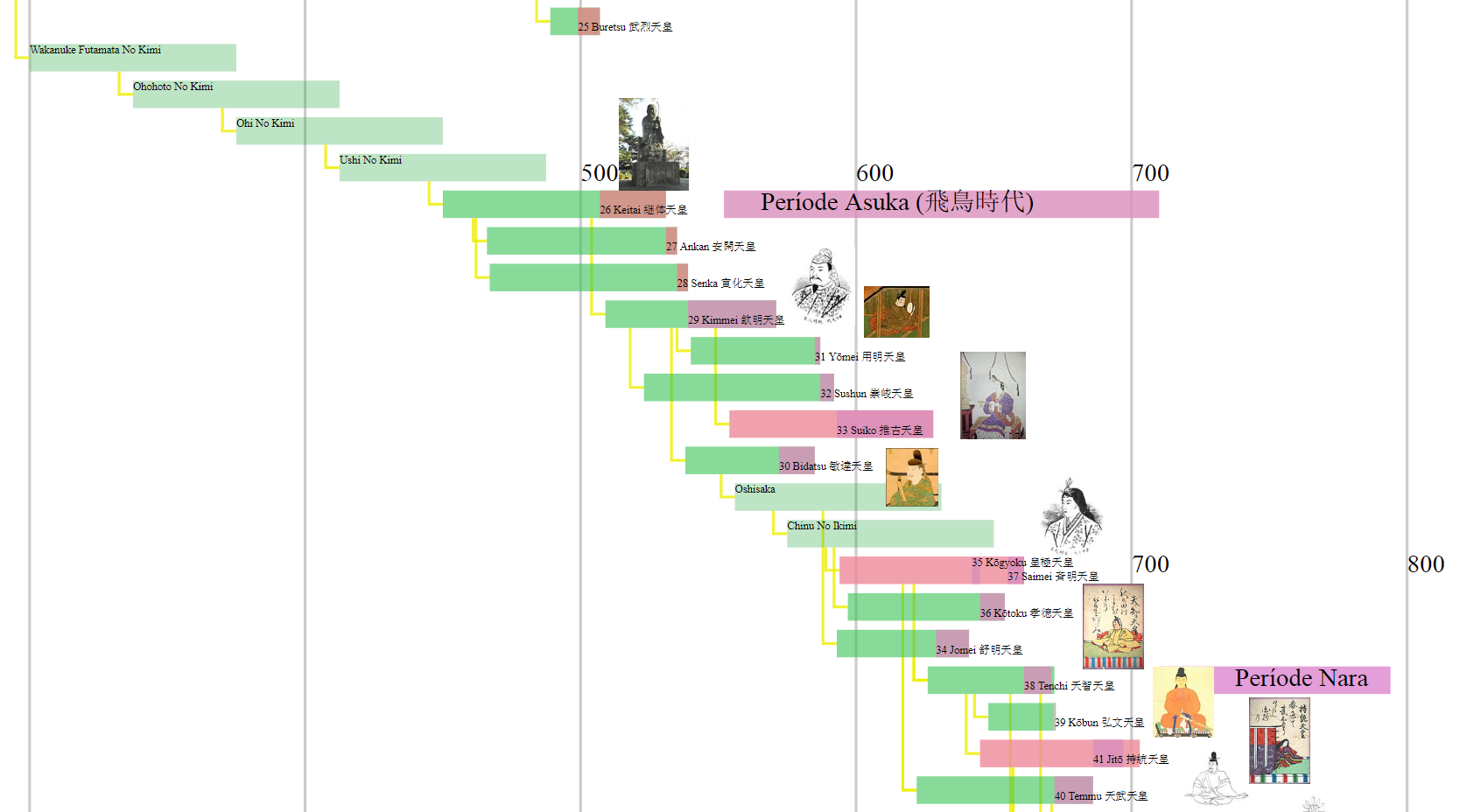
Emperadors del Japó 500-700
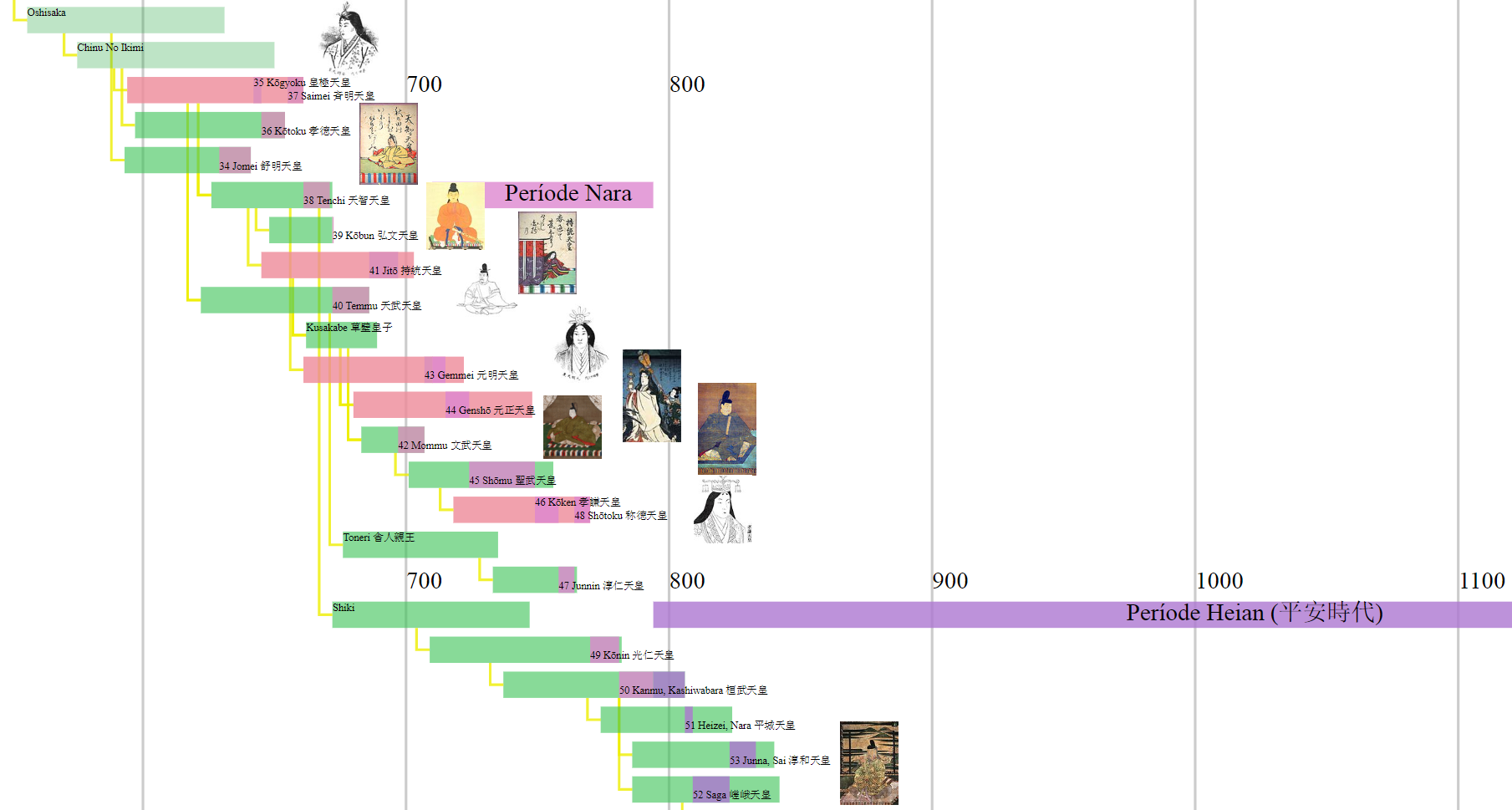
Emperadors del Japó 600-850
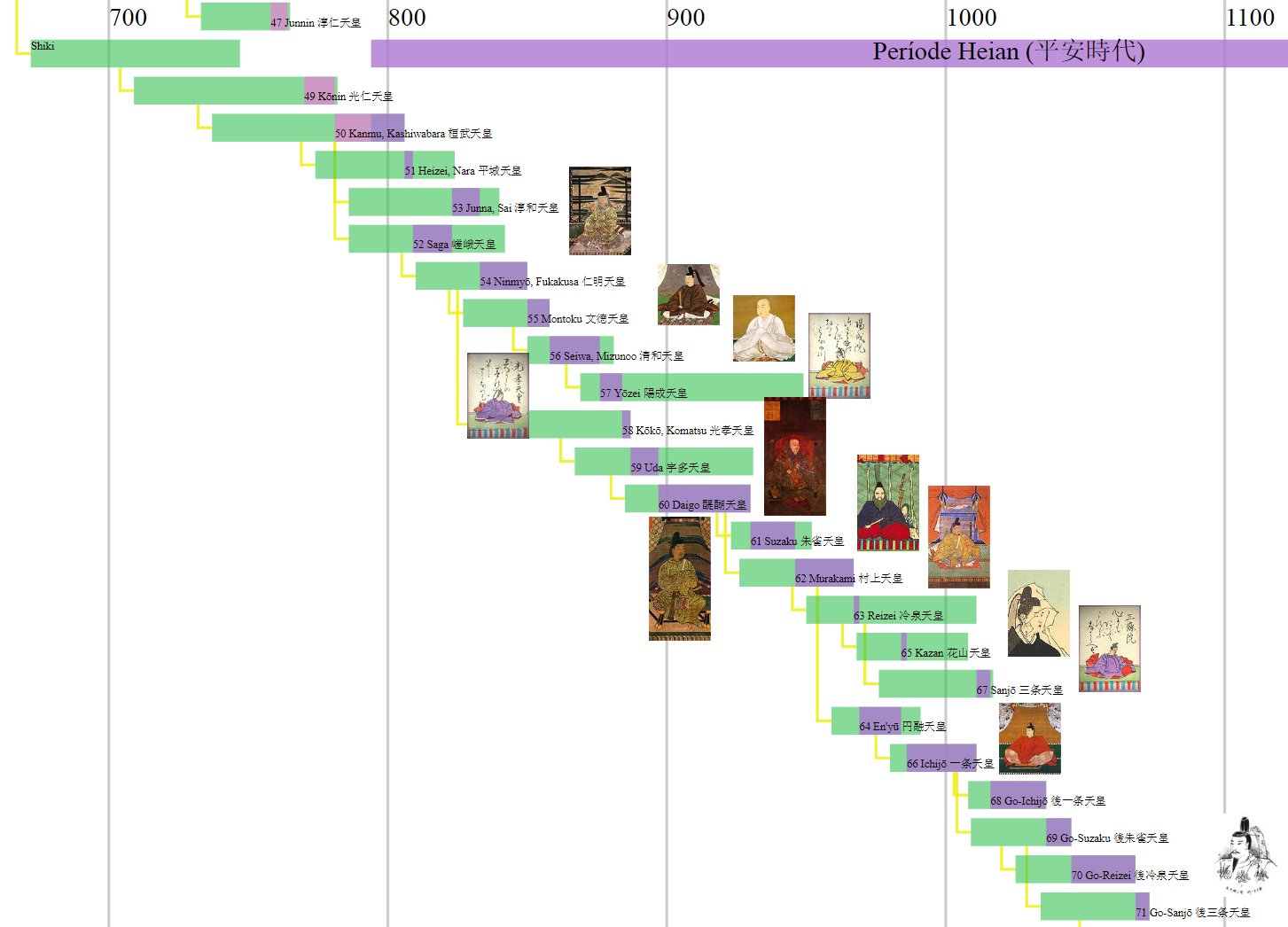
Emperadors del Japó 750-1050
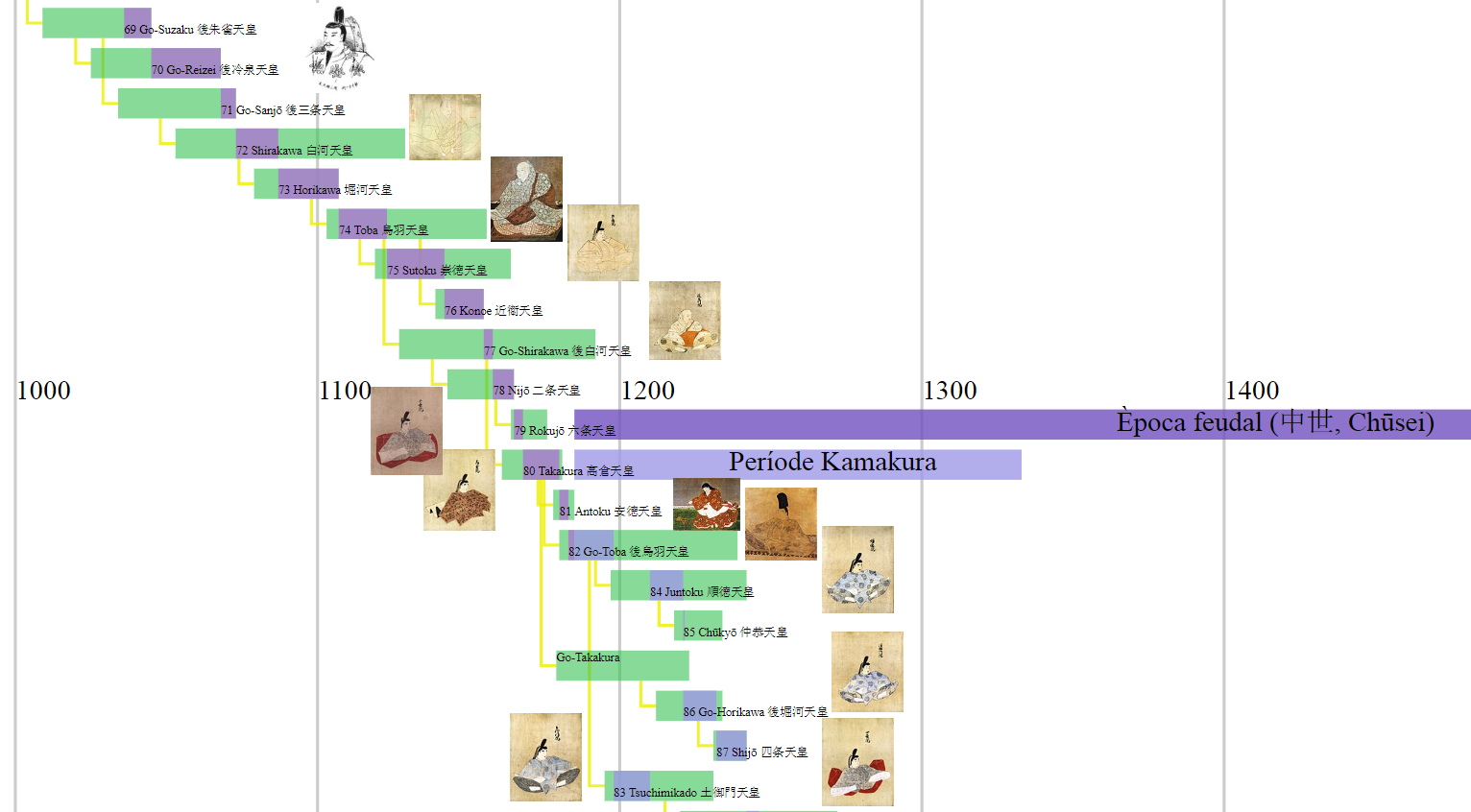
Emperadors del Japó 1050-1250
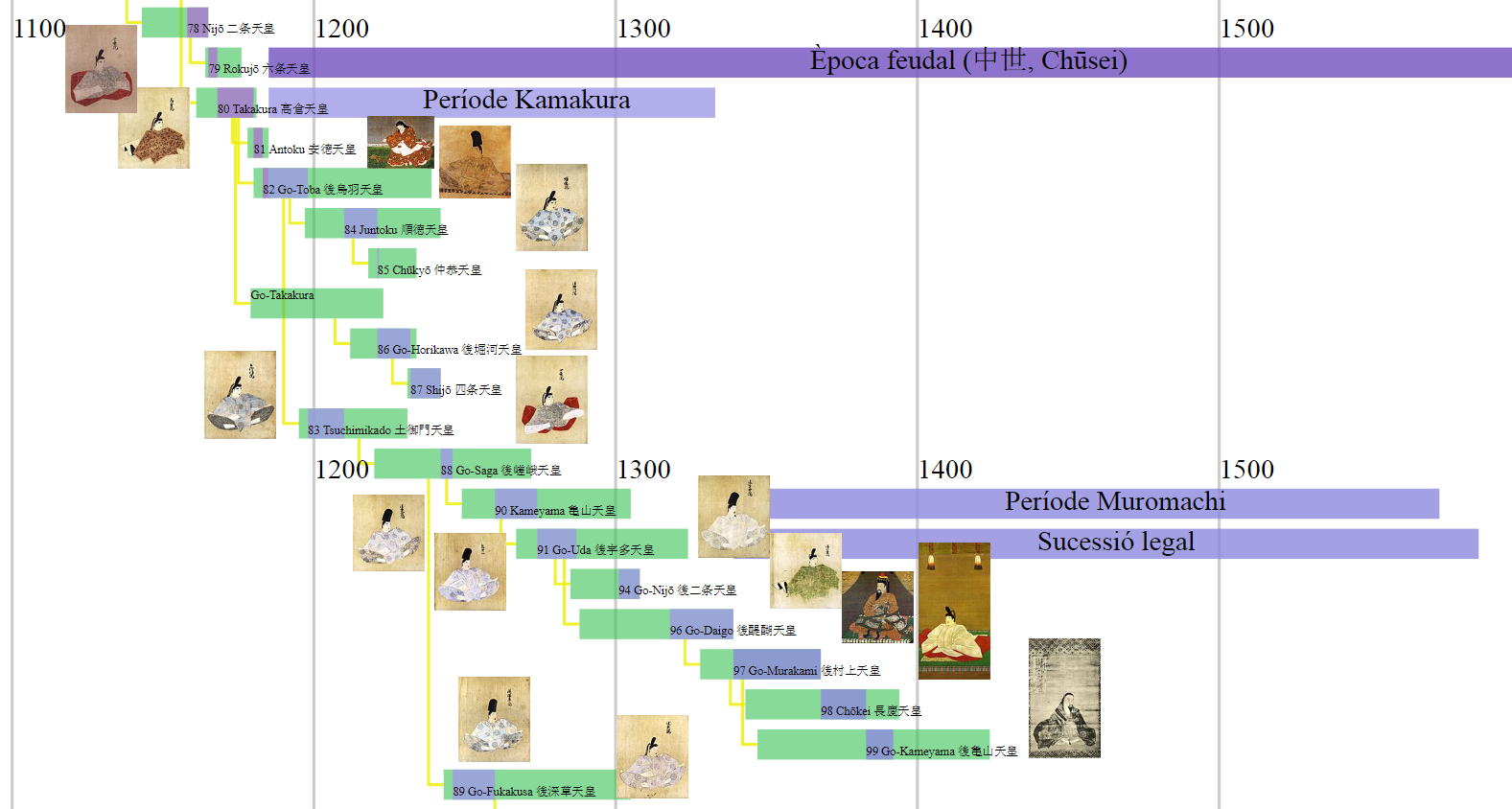
Emperadors del Japó 1150-1400
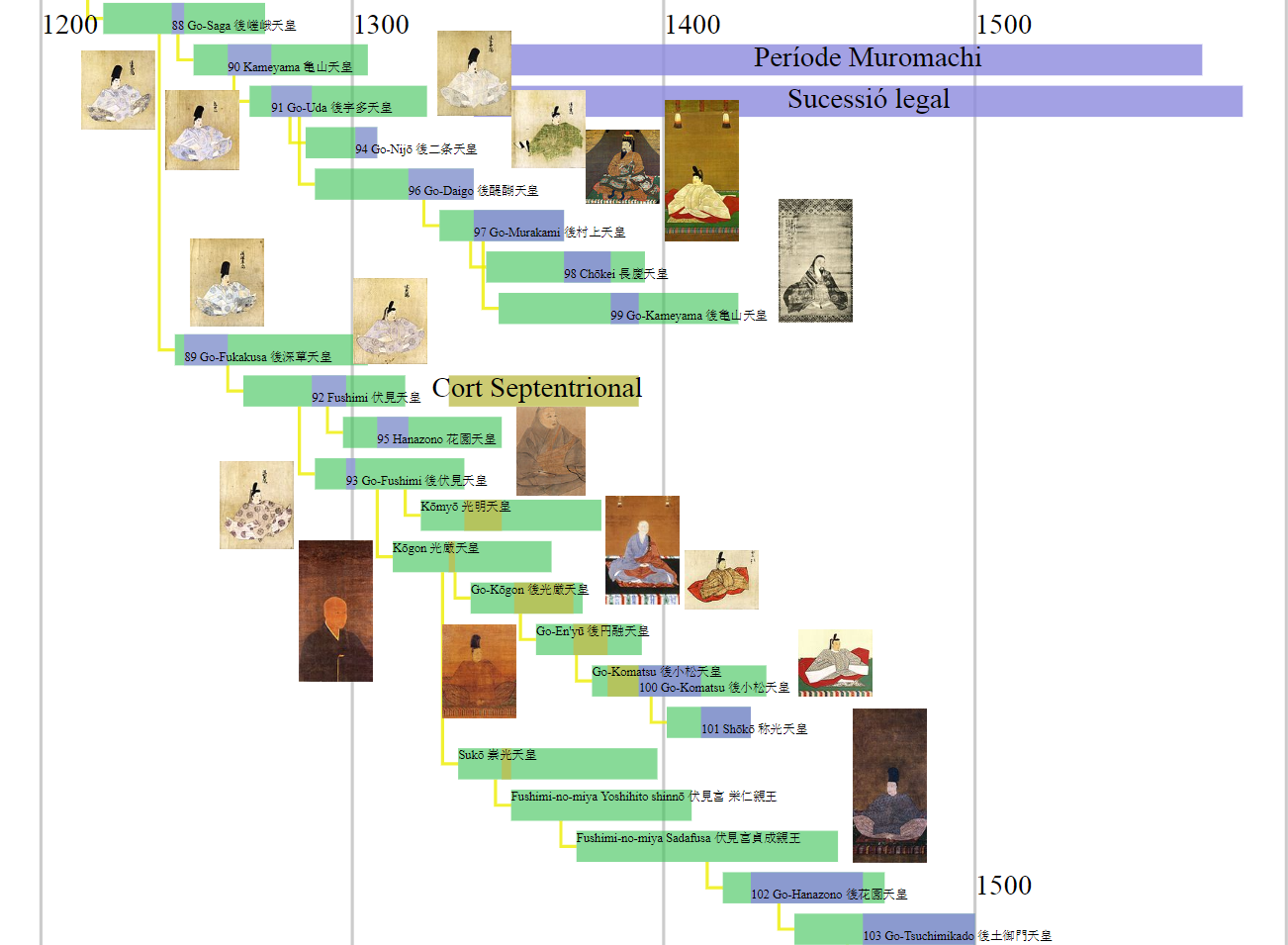
Emperadors del Japó 1250-1500
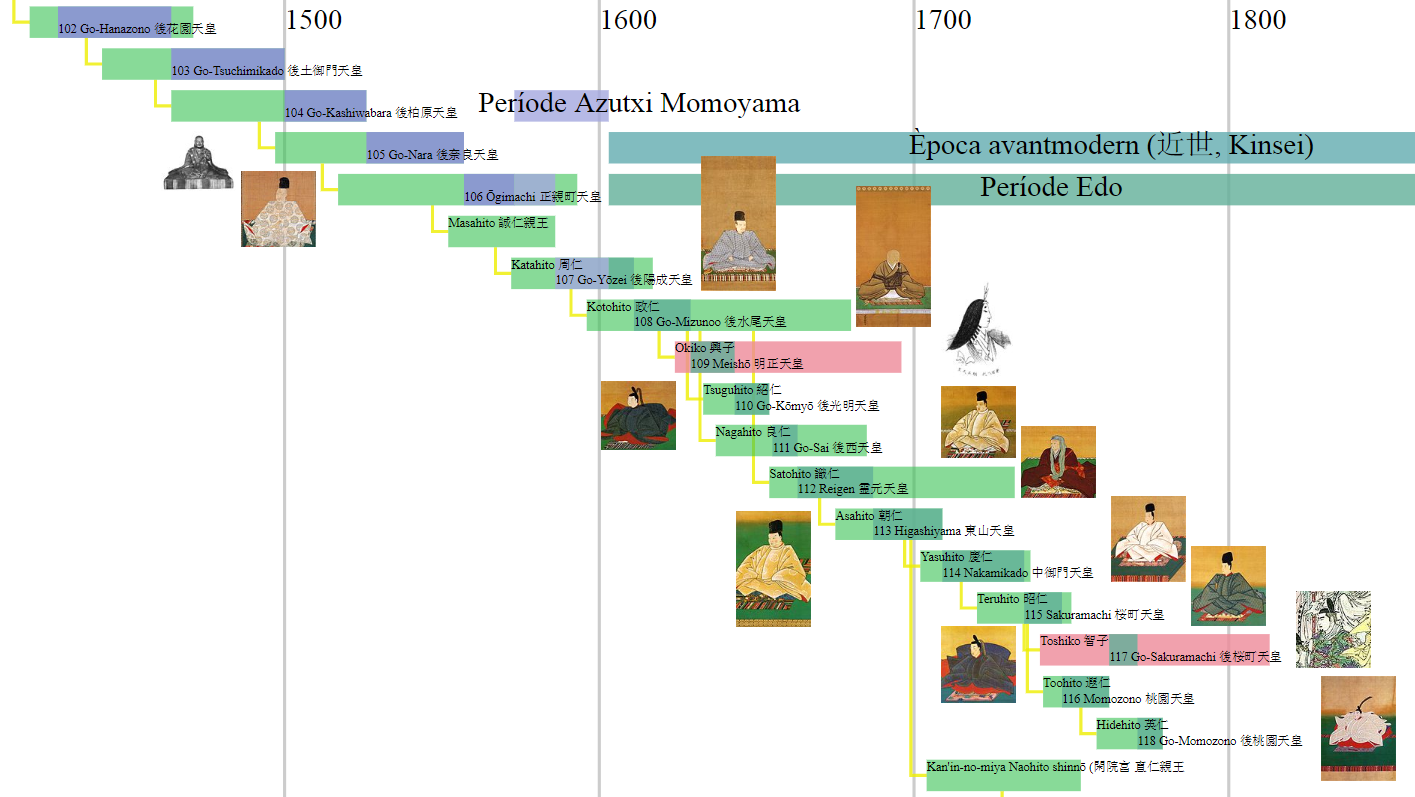
Emperadors del Japó 1400-1850
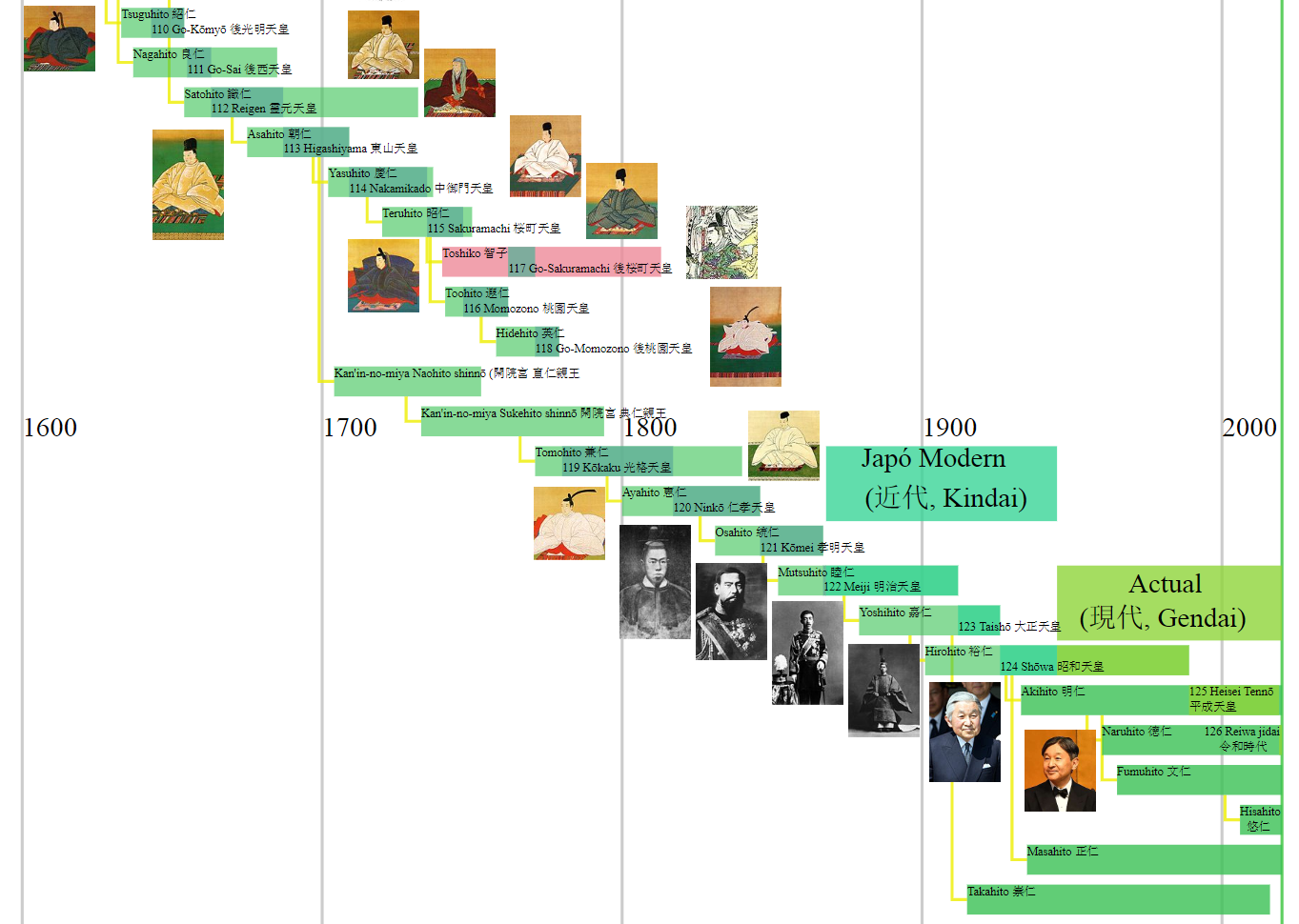
Emperadors del Japó 1650-2020
Tots emperadors (SVG)